# Pirometar
Pirometar je mjerni instrument za mjerenje visokih temperatura, najčešće u pećima za taljenje materijala ili za pečenje keramike. Najvažniji su tipovi termoelektrični (za temperature do 1 600 °C), optički i radijacijski (za temperature do 3 000 °C). Termoelektrični pirometar radi na principu mjerenja električnog napona termočlanka, izravno izloženog utjecaju topline, a mjerni instrument umjeren je tako da pokazuje temperaturu. Optički i radijacijski pirometar temelje se na ovisnosti zračene energije (toplinsko zračenje) zagrijanoga tijela o njegovoj temperaturi. Optički pirometar s pomoću filtra propušta samo određeno područje zračenja i služi uspoređivanju boje toga zračenja s užarenom volframovom niti. Struja kojom se žari nit može se mijenjati (varirati) promjenama električnog napona, a instrument koji mjeri struju umjeren je u temperaturnim stupnjevima. Temperatura se očitava kada se boja zračenja i niti izjednače. Kod radijacijskoga pirometra energija zračenja dovodi se s pomoću optičkog sustava na jedan kraj termočlanka. Instrument koji mjeri napon toga termočlanka umjeren je u temperaturnim stupnjevima.
Pirometar omogućuje nekontaktno mjerenje temperature tijela u uvjetima kada je potrebno na primjer mjeriti temperaturu gibajućeg tijela ili tijela koje ima jako visoku temperaturu koja bi uništila ostale konvencionalne temperaturne senzore. Prednosti pirometara su da mogu mjeriti vrijednosti temperatura neovisno o udaljenosti tijela kojeg se mjeri. Toplinsko zračenje tijela pada na temperaturni senzor pirometra, a to su najčešće serijski spojeni termoparovi, koji se zovu još i termoćelija (engl. thermopile). Riječ pirometar dolazi od grčkih riječi pyro, što znači vatra i meter, što znači mjerenje. Kada se neko tijelo zagrijava ono zrači elektromagnetsku energiju (toplinsko zračenje). Pri niskim temperaturama zračenje se može osjetiti, a pri višim temperaturama tijelo počinje emitirati i vidljivo zračenje u obliku svjetlosti (koja se mijenja od crvene za tijelo niže temperature, pa do bijele za tijelo visoke temperature). Ovakvo zračenje može se iskoristiti za mjerenje temperature toga tijela pomoću pirometra.

## Mjerenje temperature elektromagnetskim zračenjem
Termometri čiji se rad zasniva na mjerenju intenziteta elektromagnetskog zračenja nazivaju se radijacijski termometri i pirometri. Intenzitet zračenja tijela, krutina, tekućina i plinova, je funkcija temperature, valne duljine i optičkih svojstava površine. U fizici se tijelo koje ima maksimalan intenzitet zračenja i apsorpcije elektromagnetskog zračenja na svakoj temperaturi zove se crno tijelo. Za crno tijelo je intenzitet zračenja samo funkcija temperature i valne duljine. Teoretski izvod zakona zračenja zasniva se na kvantnoj teoriji energije i poznat je kao Planckov zakon zračenja (1902.). Intenzitet je dan formulom:
{\displaystyle j^{\star }=\sigma \cdot T^{4}}
Realna, "ne crna tijela”, ili siva tijela, imaju manji intenzitet zračenja za faktor emisije ε. Intenzitet zračenja realnih tijela se izražava kao produkt monokromatskog faktora emisije ε (λ) i intenziteta zračenja crnog tijela:
{\displaystyle j^{\star }=\varepsilon \cdot \sigma \cdot T^{4}}
Monokromatski faktor emisije ε (λ) je složena, "jako promjenljiva ili nepravilna", funkcija koju je vrlo teško teoretski predvidivi. Najčešće se vrijednosti za monokromatski faktor određuju eksperimentalno i navode se za pojedine valne duljine. Mjerni instrumenti zasnivaju se na određivanju intenziteta zračenja na pojedinoj valnoj duljini ili na osnovu sveukupnog intenziteta. Optički pirometri imaju mjerni signal određen intenzitetom monokromatskog zračenja, dok radijacijski pirometri koriste ukupan intenzitet.

## Vrste pirometara
Pirometri mogu biti:
- optički pirometri

- monokromatski na valnoj duljini 0,65 μm (vidljivi dio spektra crvene boje)
- dvobojni, na valnim dužinama crvene i plave boje

- radijacijski pirometar ili infracrveni termometar

### Monokromatski optički pirometar
Monokromatski optički pirometar se sastoji od cijevi s dvije konveksne leće, žarne niti i filtera crvene boje. Žarna nit se zagrijava prolazom električne struje, i sama struja je mjerni signal. Mjerenje se provodi tako da se otvor cijevi instrumenta usmjeri prema površini tijela kojemu se mjeri temperatura. Elektromagnetsko zračenje prolazi kroz okular, prvu leću, i
skuplja se u žarištu. U žarištu se nalazi staklena cijev sa žarnom niti. Ta točka je ujedno i žarište druge leće, odnosno okulara. Kroz okular prolazi elektromagnetsko zračenje s mjerenog objekta i žarne niti. Iza okulara nastaje paralelan snop zraka koje zatim prolaze kroz filtar crvene boje. Filtar je nepropustan za sve valne dužine vidljivog spektra osim za dio u području crvene boje, λ = 0,65 μm. Mjeritelj promatra istovremeno sliku površine tijela i žarne niti.

### Dvobojni optički pirometar
Glavni uzrok netočnosti mjerenja temperature monokromatskim optičkim pirometrom je nepouzdana vrijednost monokromatskog faktora emisije ε (λo). Ova pogreška se može ukloniti uporabom dvobojnog optičkog pirometra, kojim se omogućuje mjerenje intenziteta zračenja na dvije valne duljine, i to najčešće za crvenu i plavu boju. Točnost mjerenja je visoka, i dvobojni optički pirometar je propisan (IPTS68) kao standardni termometar za područje temperatura iznad 1337 K (1064 ºC). Instrument visoke klase točnosti ima standardnu pogrešku e <= 1 ºC, a industrijska izvedba instrumenta ima pogrešku u području od 2 - 5 ºC.

### Radijacijski pirometar
Radijacijskim pirometrom određuje se temperatura mjerenjem ukupnog intenziteta elektromagnetskog zračenja, odnosno isijana snaga u cijelom spektru. Stefan-Boltzmannov zakon omogućava jednostavno izračunavanje isijane snage I(T) za crno tijelo, ali kada se radi o mjerenju temperature realnih tijela nije moguće teoretski proračunati ukupni faktor emisije ε.
Pirometar se sastoji od cijevi u kojoj se na ulaznom dijelu nalazi objektiv, kojim se fokusira elektromagnetsko zračenje koje dolazi s površine objekta temperature. U žarištu objektiva nalazi se metalna pločica (crno tijelo), koja ima maksimalni faktor apsorpcije elektromagnetskog zračenja. Na površini pločice zavaren je jedan, ili više, termočlanaka kojim se mjeri temperature pločice, i elektromotorna sila EMS termočlanka je mjerni signal za temperature objekta. Analiza mjerenog uređaja zasniva se na primjeni Stephan-Boltzmanovog zakona. U početku mjerenja je temperatura pločice na temperaturi instrumenta i nakon što se instrument usmjeri prema površini objekta dolazi do apsorpcije elektromagnetskog zračenja u pločici. Tijekom početka mjerenja temperature pločice stalno raste, ali sve sporije jer povećanjem njezine temperature povećava intenzitet emisije pločice. Mjerni signal se očita kada je uspostavljeno stacionarno stanje, odnosno kada je apsorbirana snaga na površini pločice jednaka isijanoj snazi s pločice. 
Točnost mjerenja radijacijskim termometrom je određena pouzdanošću poznavanja vrijednosti faktora emisije ε. Najčešće se ε određuje baždarenjem za pojedine materijale i uvjete mjerenja. Donja granica mjernog područja radijacijskih termometara je zbog veće ukupne isijane snage znatno niža nego li što je za optičke pirometre. Na primjer, radijacijskim termometrom može se mjeriti temperatura i ispod 0 ºC. Za industrijske potrebe se radijacijski pirometri (infracrveni termometar) izvode sa standardnim električnim izlazom, koji odgovaraju pojedinim klasama termočlanaka, tako da su s njima direktno zamjenjivi u postrojenjima. Primjena im posebno dolazi do izražaja u uvjetima kada je potrebno mjeriti temperature materijala koji se giba, na primjer materijal na procesnoj traci, u pećnicama ili u fludiziranom sloju.

## Vanjske poveznice
|  | Zajednički poslužitelj ima još gradiva o temi Pirometri |